# Чопенко Володимир Юрійович
Володимир Юрійович Чопенко (12 липня 1959, Україна) — український автогонщик, абсолютний чемпіон України з ралі (1994), чемпіон України з кільцевих перегонів (1995). Учасник чемпіонату Європи з авторалі.

## Життєпис
Розпочав спортивну кар'єру в якості ралійного штурмана, виступаючи в екіпажах з відомими гонщиками радянських часів Леонідом Протасовим та Володимиром Петренко. Завдяки знайомству з німецьким спортсменом та інженером Гюнтером Хольцером отримав можливість розпочати кар'єру пілота одразу з повнопривідних автомобілів, підготовлених в ательє AM Holzer Motorsport. Брав участь в етапах чемпіонату Європи з ралі 1992, 1993 та 1994 років.
В 1994 році взяв участь в першому чемпіонаті незалежної України з ралі в складі створеної ним команди Star Pro Racing, захищаючи при цьому кольори Київського регіонального автоклубу «Славутич». Перемога в Ралі Одеса та призове місце в Ралі Чумацький Шлях дозволили Чопенку в 1994 році стати першим абсолютним чемпіоном незалежної України з класичного ралі. Цікаво, що при цьому він є одним з трьох спортсменів в історії українського ралі, які здобули найвищий титул, виступаючи на автомобілях різних брендів — у випадку з Чопенком це були Ford Escort Cosworth та Lancia Delta HF Integrale.
В 1995 році Володимир Чопенко взяв участь в чемпіонаті України з кільцевих перегонів, і також виграв його, здобувши перемоги на двох етапах з трьох можливих. Після цього Чопенко полишив кар'єру автогонщика, деякий час керував справами команди Star Pro Racing, але на початку 1996 року відійшов і від цього.